# Andra brigaden
Andra brigaden (2. brigaden) var en brigad inom svenska armén som verkade mellan 2010 och 2021. Brigadstaben var förlagd i Skövde garnison i Skövde.

## Historik
Till skillnad från tidigare brigader inom Försvarsmakten hade brigaden ursprungligen inga fasta förband utan tilldelades enheter beroende på situation. Brigadstaben är i fredstid underställd Skaraborgs regemente, där brigadchefen är ställföreträdande chef för Skaraborgs regemente. År 2022 ersattes brigaden av Skaraborgsbrigaden, vilken kommer ha fasta ingående förband. 

## Ingående enheter
Efter försvarsbeslutet 2015 ingår följande enheter i Andra brigaden, mobiliseringsmyndighet inom parentes:

- 2. brigadstaben (P 4)
- 111. ledningskompaniet (LedR)
- 2. brigadspaningskompaniet (P 4)
- 42. mekaniserade bataljonen (P 4)
- 191. mekaniserade bataljonen (I 19)
- 71. motoriserade bataljonen (P 7)
- 21. ingenjörbataljonen (Ing 2)
- 61. luftvärnsbataljonen (Lv 6)
- 91. artilleribataljonen (A 9)
- 1. logistikbataljonen (T 2)

## Brigadchefer
- 2012–2013: Överste Rickard Johansson
- 2013–2015: Överste Anders Svensson
- 2015–2018: Överste Stefan Sandborg[a]
- 2018–2019: Överste Lennart Widerström[b]
- 2019–2019: Överstelöjtnant Pär Gerhardsson[c]
- 2019–2021: Överste Stefan Pettersson[d]
- 2022–20xx: Överste Michael Carlén